# Раманатхапурам
Раманатхапурам (англ. Ramanathapuram) или Рамнад (англ. Ramnad) — город в индийском штате Тамилнад. Административный центр округа Раманатхапурам. Средняя высота над уровнем моря — 2 метра. По данным всеиндийской переписи 2001 года, в городе проживало 61 976 человек, из которых мужчины составляли 50 %, женщины — соответственно 50 %. Уровень грамотности взрослого населения составлял 79 % (при общеиндийском показателе 59,5 %). Уровень грамотности среди мужчин составлял 84 %, среди женщин — 74 %. 11 % населения было моложе 6 лет.

#### Еврейская община
В Раманатхапураме найдено два древних надгробия с надписями на древнееврейском языке. На одном из них исследователь еврейской каллиграфии Туфик Закария смог прочитать имя "Нехемия" и дату - первый день месяца Шват 1536 или 1537 года эпохи Селевкидов (1 января 1224 года н.э. или 18 января 1225 года н.э.). Второе надгробие принадлежало некоей "Мириам, дочери Давида", но даты жизни на нем не сохранились.